# Rafar
Rafar este divizia de fashion și hospitality a grupului de companii RTC Holding.
Din portofoliul Rafar fac parte brandurile Debenhams, Aldo, Olsen, Mandarina Duck, Sacoor Brothers, Kipling, Kanz, Pablosky, Forever 18, Bijoux Terner și J.Press.
Din iunie 2009, în cadrul Rafar funcționează, ca divizie distinctă, afacerile din domeniul ospitalității, prin care sunt operate lanțul de cafenele Cup&Cino și restaurantul Vapiano.
Rețeaua Rafar numără în prezent (noiembrie 2009) 30 magazine, 1 restaurant și 6 cafenele, cu o suprafață totală de peste 16.000 mp.